# 外国人児童生徒就学促進事業
外国人児童生徒就学促進事業（がいこくじんじどうせいとしゅうがくそくしんじぎょう）は文部科学省が推進する外国人の不就学児のために日本語教育を行う事業。愛称は虹の架け橋教室（にじのかけはしきょうしつ）

## 補助金
各地のブラジル学校や国際交流協会など日本語教室を開設する団体には審査を経て、文部科学省から一定額の補助金がもらえる。その団体の数は80以上だという（2010年現在）